# جنگا (مارکه)
جنگا (به ایتالیایی: Genga) یک کومونه در ایتالیا است که در استان آنکونا واقع شده‌است. جنگا ۷۲ کیلومتر مربع مساحت و ۱٬۹۸۴ نفر جمعیت دارد و ۳۲۰ متر بالاتر از سطح دریا واقع شده‌است.